# Прецизійні сплави
Прецизі́йні спла́ви (англ. precision alloys) — високолеговані металеві сплави із заданими фізичними і фізико-механічними властивостями, що вимагають у низці випадків вузьких меж вмісту елементів у хімічному складі, спеціальної технології плавлення і спеціальної обробки. Відзначаються особливими фізичними властивостями і структурним станом, високою точністю виготовлення, в них зазвичай зводиться до мінімуму вміст шкідливих домішок і неметалевих включень. В промислових масштабах використовуються з 20-х років XX століття. Прецизійні сплави випускають у вигляді стрічок, дроту, прутків, порошків тощо. Кількість встановлених параметрів для деяких сплавів досягає 30. Прецизійні сплави застосовують головним чином в електроніці, електротехніці та приладобудуванні.

## Класифікація
У залежності від основних властивостей прецизійні сплави поділяють на наступні групи:
І — магнітно-м'які сплави, що мають високу магнітну проникність і малу коерцитивну силу у слабких полях: пермалой (64Н, 76НХД, 81НМА, 68НМ та ін.), супермалой (79НМ), альсифер, пермендюр (49К2Ф, 49К2Ф2, 49КФ, 27КХ);
ІІ — магнітно-тверді сплави із заданим поєднанням параметрів граничної петлі гістерезису або петлі гістерезису, що відповідає полю максимальної проникності: 52К10Ф (вікалой), 35КХ4Ф, ЕХ5К5 та ін.;
ІІІ — сплави із заданим температурним коефіцієнтом лінійного розширення: платиніт (47НД), інвар (36Н), елінвар (36НХТЮ), ковар (29НК) тощо;
IV — сплави із заданими властивостями пружності, що характеризуються високими пружними властивостями у поєднанні з іншими спеціальними властивостями (підвищеною корозійною стійкістю, підвищеною міцністю, низькою магнітною проникністю, заданими значеннями модуля Юнга та температурним коефіцієнтом модуля пружності): 36НХТЮ, 36НХТЮ5М, 42НХТЮ, 68НХВКТЮ, 97НЛ, 40КХНМ тощо;
V — надпровідні сплави, що характеризуються спеціальними електричними властивостями в області низьких температур;
VI — сплави з високим електричним опором, що мають необхідне поєднання електричних та інших властивостей: ніхром (Х20Н80, Х15Н60, ХН70Ю та ін.), хромаль (Х15Ю5, Х23Ю5, Х27Ю5Т та ін.), фехраль (Х13Ю4);
VII — термобіметали, що складаються з двох або більше шарів металів і сплавів з різними температурними коефіцієнтами лінійного розширення, різниця яких призводить до появи пружної деформації при зміні температури: 19НХ, 36Н (інвар), 46Н, 20НГ, 24НХ, 45НХ, 75ГНД та ін.

## Технологічні особливості використання
Точність хімічного складу і чистота прецизійних сплавів забезпечуються ретельним підбором шихтових (вихідних) матеріалів, виплавкою їх в очищувальних середовищах, наприклад водневому, зонною плавкою, електронно-променевим переплавленням, плазмово-дуговим переплавленням, електролітичним осадженням. Вдаються також до спеціальної термічної обробки, зокрема, у вакуумі, обробки термомагнітної і термомеханічної. Крім звичайних, створено унікальні за фізичними властивостями аморфні прецизійні сплави без кристалічних ґраток, методи одержання яких ґрунтуються на надшвидкісному гартуванні розплавлених металів, на дії концентрованих джерел енергії — плазми, лазерного випромінювання тощо.